# Cavalier Football Club
Maillots
Actualités
Le Cavalier Football Club, anciennement connu sous le nom de Cavalier Soccer Club, est un club jamaïcain de football basé à Kingston.

## Historique
- 1962 : fondation du club par Leighton Duncan sous le nom de Duncan Destroyers[2].

## Palmarès
| Compétitions nationales | Compétitions internationales                          |
| --- | ----------------------------------------------------- |
| - Championnat de Jamaïque (3) - Champion : 1980-81, 2021 et 2023-24. - Vice-champion : 1975-76, 1976-77, 1979-80 et 2022-23. | - Coupe caribéenne de la CONCACAF - Finaliste : 2023. |

## Identité visuelle

Ancien logo.
Logo actuel.